# Korps-Abteilung C
Die Korps-Abteilung C war einer von mehreren provisorischen Großverbänden der deutschen Wehrmacht in Divisionsgröße, welche in den Jahren 1943 und 1944 aufgestellt wurden.

## Geschichte
Die Korps-Abteilung C wurde am 2. November 1943 bei der Heeresgruppe Süd durch den Wehrkreis XIII mit Ersatzgestellung durch Budweis als Division neuer Art aufgestellt. Hierfür wurden die Reste der 183., der 217. und Teile der 339. Infanterie-Division herangezogen. Der Stab war der ehemalige Stab der 183. Infanterie-Division. Die unterstellten Regimenter und Bataillone behielten ihre ursprünglichen Bezeichnungen.
Die Unterstellung erfolgte unter die 4. Panzerarmee in der Heeresgruppe Süd und der Einsatz an der Ostfront im Gebiet von Kiew und Korosten. Ab Januar 1944 musste sich die Korps-Abteilung C kontinuierlich über Rowno und Dubno zurückziehen, bis sie Mitte März 1944 Brody erreichte. Im März/April 1944 wurde die Korps-Abteilung in Brody erstmals kurzzeitig eingeschlossen, konnte aber nach kurzer Zeit wieder freigekämpft werden. Ab Juli 1944 war die Korps-Abteilung C bei der 1. Panzerarmee. Ab dem 18. Juli 1944 war die Korps-Abteilung C im Kessel von Brody eingeschlossen und anschließend vernichtet.
Zum 27. Juli 1944 sollte die Korps-Abteilung C in die neu aufzustellende 183. Infanterie-Division umbenannt werden. Da die Korps-Abteilung C aber im Kessel von Brody vernichtet worden war, kam es nicht zu einer Umbenennung.
Die 183. Infanterie-Division wurde daher erst am 15. September 1944 mit der 32. Aufstellungswelle erneut aufgestellt.

## Gliederung
- Kommando der Korps-Abteilung C
- Divisionsgruppe 183 aus Stab des Grenadier-Regiments 330, Regimentsgruppe 330 (I./330) und 351 (II./351)
- Divisionsgruppe 217 aus Stab des Grenadier-Regiments 346, Regimentsgruppe 311 (II./311) und 389 (II./389)
- Divisionsgruppe 339 aus Stab des Grenadier-Regiments 693, Regimentsgruppe 693 (I./693) und 692 (I./692)
- Füsilier-Bataillon 217 (mit Teilen der 339. Infanterie-Division)
- Panzerjagd-Abteilung 219 (von der 183. Infanterie-Division mit Teilen der 339. Infanterie-Division und 217. Infanterie-Division)
- Artillerie-Regiment 219 mit I./217 (aus III./217. Infanterie-Division), II./219 (183. Infanterie-Division) und IV./219
- Pionier-Bataillon 219 (von der 183. Infanterie-Division mit Teilen der 339. Infanterie-Division und 217. Infanterie-Division)
- Nachrichten-Abteilung 219
- Feldersatz-Bataillon 217
- Nachschubtruppen 219

## Kommandeure
- Generalleutnant August Dettling: von der Aufstellung bis November 1943, ehemaliger Kommandeur der aufgelösten 183. Infanterie-Division
- Generalleutnant Wolfgang Lange: von November 1943 bis April 1944
- Oberst Gerhard Lindemann: April/Mai 1944
- Generalleutnant Wolfgang Lange: Juni/Juli 1944, später Kommandeur der neu aufgestellten 183. Infanterie-Division